# Martha Gellhorn
Martha Gellhorn (Saint Louis, Missouri, 8 de novembre del 1908 - Londres, 15 de febrer del 1998) era una novel·lista estatunidenca, escriptora i periodista, considerada una de les corresponsals de guerra més importants del segle xx. Informà de tots els conflictes mundials que tingueren lloc durant la seva llarga carrera professional de 60 anys, entre els quals la Guerra Civil espanyola:
| «                                            | I sap una altra cosa? Aquest país és massa bonic perquè els feixistes se'l facin seu. Ja han convertit Alemanya, Itàlia i Àustria en quelcom tan repugnant que fins i tot el paisatge és lleig. Quan condueixo per les carreteres d'aquí i hi veig les muntanyes de pedra i els camps aspres a banda i banda, els para-sols clavats a la sorra de les platges, els pobles de color de terra i els llits de grava dels rius, la cara dels seus pagesos, penso: s'ha de salvar Espanya per a la gent decent, és massa bonica com per malbaratar-la! | » |
| — Carta a Elionor Roosevelt, Barcelona, 1938 | |   |

Com a corresponsal de diversos mitjans va informar sobre l'ascens d'Adolf Hitler, el desembarcament de Normandia i l'esclat de la Segona Guerra Mundial. Va ser una de les primeres periodistes a informar des del camp de concentració de Dachau després que fos alliberat per les tropes nord-americanes el 29 d'abril de 1945. Després de la guerra, Gellhorn va cobrir la guerra del Vietnam i els conflictes àrabs-israelians dels anys seixanta i setanta i, més endavant, les guerres civils a Centreamèrica i la invasió nord-americana de Panamà el 1989. Tot i que ja se sentí "massa gran" per cobrir els conflictes balcànics dels anys noranta, va fer un últim viatge a l'estranger, al Brasil el 1995, per informar sobre la pobresa en aquest país.
Gellhorn fou també la tercera muller del novel·lista estatunidenc Ernest Hemingway, entre el 1940 i el 1945, el qual li dedicà la seva cèlebre novel·la Per qui toquen les campanes. A l'edat de 89 anys, malalta i gairebé cega, posà fi a la seva vida ingerint una substància tòxica.

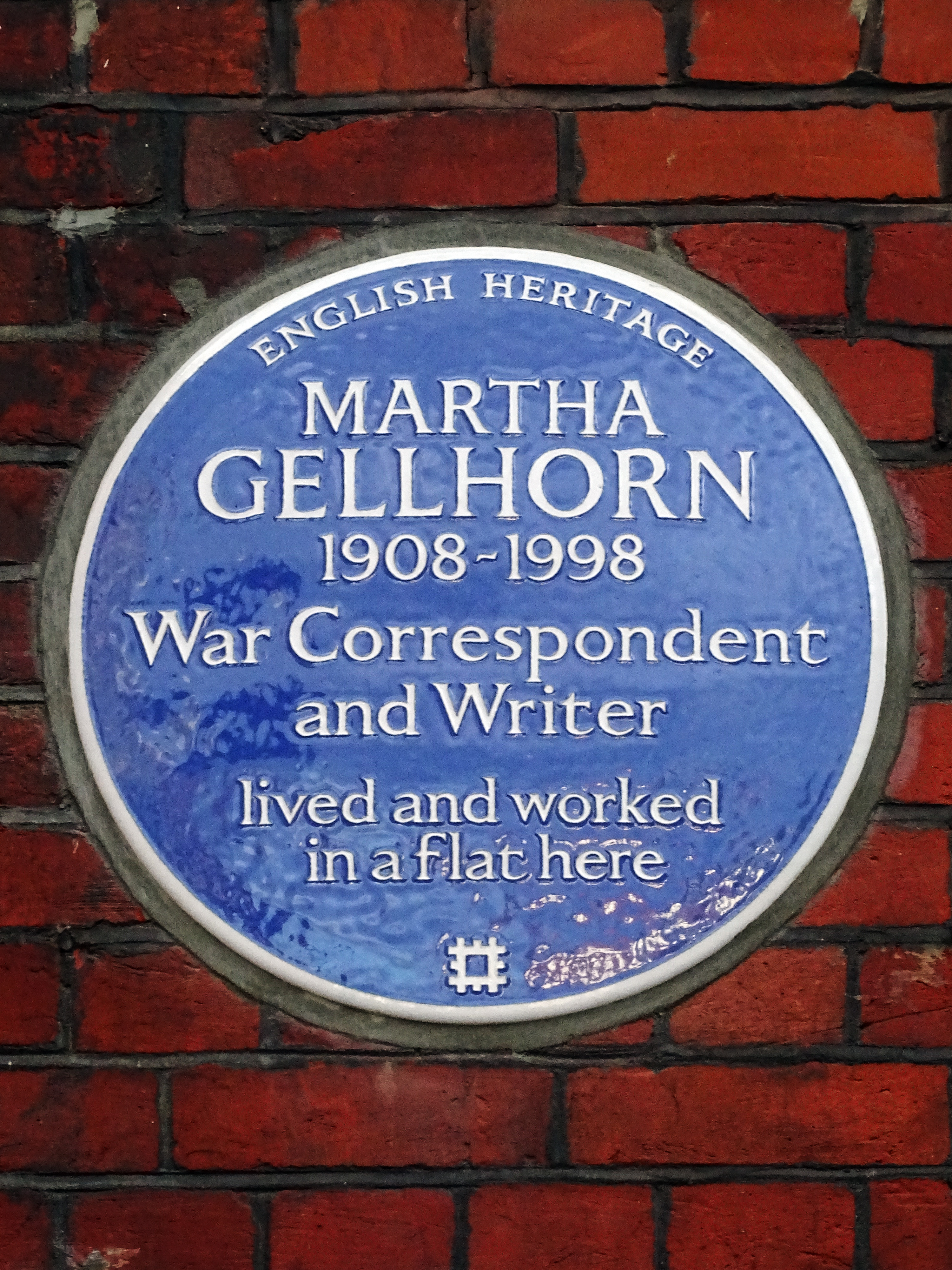
Placa en record de Martha Gellhorn, a Cadogan Square, Knightsbridge.

## Reconeixement i memòria
El 1958 va obtenir el prestigiós premi O. Henry.
L'any 1999 es va establir en honor seu el Premi Martha Gellhorn de Periodisme, destinat a estimular aquells i aquelles que exerceixin un periodisme que desafiï el secret en els assumptes públics, i que han obtingut, per exemple, Marie Colvin i Robert Fisk, Julian Assange o Iona Craig.
El 2019 es va descobrir una placa a l'antiga casa londinenca de Gellhorn, la primera dedicada a algú que fos «corresponsal de guerra», i al 2021 es va col·locar una placa a la casa de camp on vivia a prop de Kilgwrrwg, com a part d'un projecte nacional per commemorar dones notables.